# Monument voor de Belgische pioniers in Congo

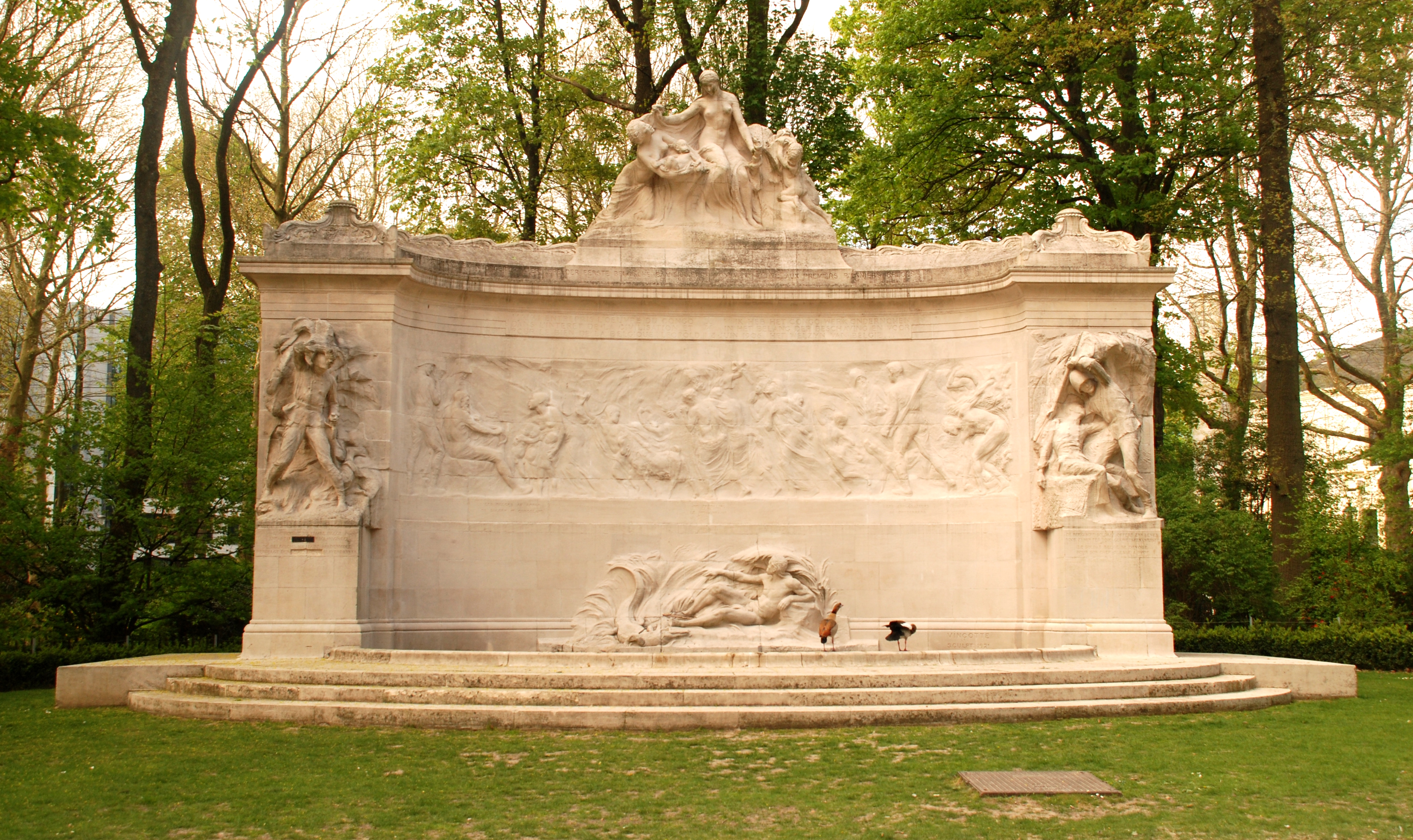
Het monument.

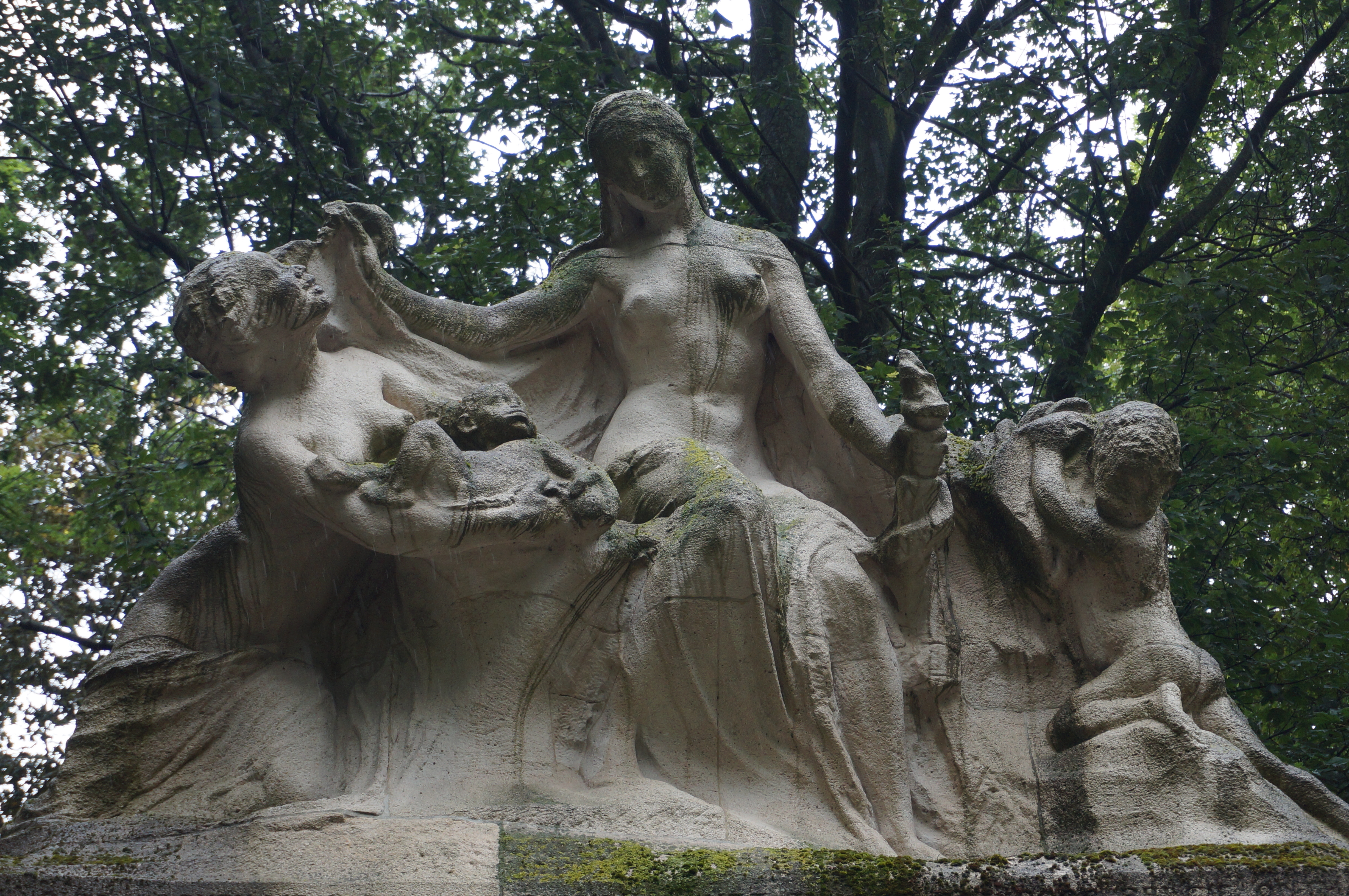
beeldengroep « Het zwarte ras door België onthaald »

Het monument voor de Belgische pioniers in Congo (Frans: Monument aux pionniers belges au Congo) is een monument in het Brusselse Jubelpark ter ere van de Belgische inspanningen in het voormalige Belgisch-Congo. Ontwerper van het monument is Thomas Vinçotte.

## Ontstaansgeschiedenis
Onder de auspiciën van koning Albert I werd in 1911, twee jaar na het overlijden van Koning Leopold II, een nationaal comité opgericht om de bouw van het monumentale gedenkteken te realiseren. Als gevolg van de Eerste Wereldoorlog en de slechte gezondheid van beeldhouwer Thomas Vinçotte werd het monument pas voltooid en plechtig ingehuldigd door koning Albert I en koningin Elisabeth in 1921. De beeldensculptuur, ter plaatse uitgehouwen in witte kalksteen van Euville en mede tot stand gekomen na de technische adviezen van architect Ernest Acker, is uitgevoerd in romantische stijl met decoratieve art nouveau-elementen. Het memoriaal was bedoeld als een patriottische hommage aan 'het beschavingswerk' van de eerste Belgische kolonisten in Congo en meer in het bijzonder aan de overdracht van de Congo-Vrijstaat door Leopold II aan België in 1908.

## Beschrijving
Het Congomonument bestaat uit een grote gebogen muur die is ingedeeld in vijf sculpturen die elk afzonderlijk een geïdealiseerd tafereel van de Belgische pioniers in Congo uitbeelden. 
Op halve hoogte van het monument staat de fries in bas-reliëf die van rechts naar links moet worden gelezen: « les Explorateurs / de Ontdekkers » (rechts), « le Missionnaire / de Zendeling » (in het midden) en ten slotte (links) « Les Belges au Congo / de Belgen in Congoland ». Boven deze fries staat het hoofdgestel met de tweetalige inscriptie: « J'ai entrepris l'œuvre du Congo dans l'intérêt de la civilisation et pour le bien de la Belgique. Ik heb het Congowerk ondernomen in het belang der beschaving en voor het welzijn van België. Léopold II 3 juin 1906 » en in de kroonlijst « Opgericht ter eere der eerste belgische baanbrekers / Monument élevé aux premiers pionniers belges ».

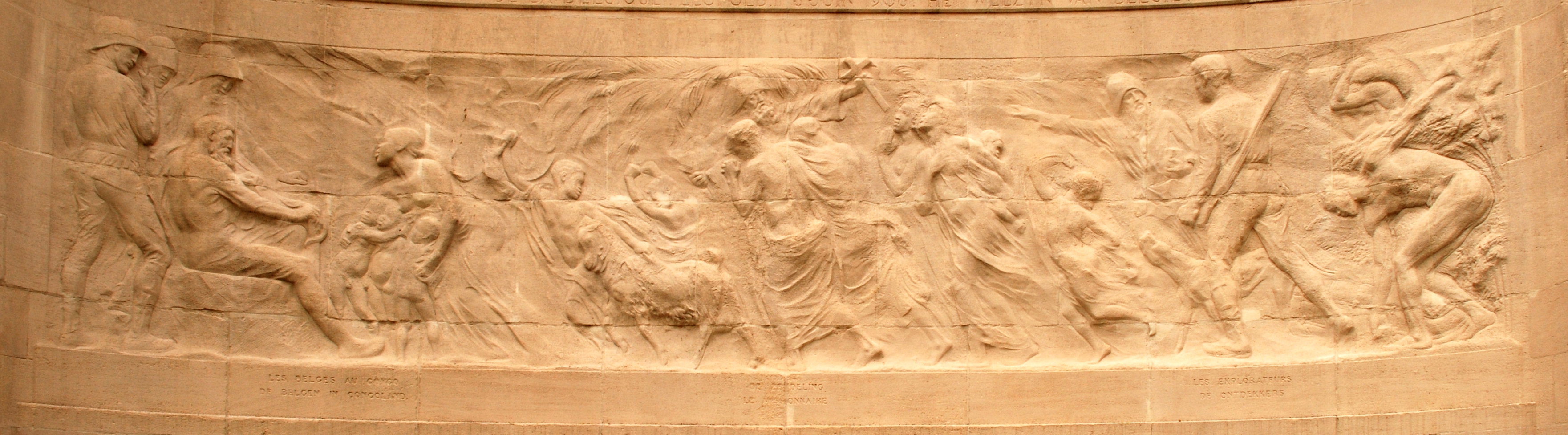
« de Ontdekkers - de Zendeling - de Belgen in Congoland ».

Centraal bovenop de kroonlijst staat de allegorische beeldengroep « Het zwarte ras door België onthaald / La race noire accueillie par la Belgique », uitgebeeld door een zittende blanke vrouw met toorts in de hand die haar sluier opheft voor een halfnaakte Afrikaanse vrouw die haar kind komt voorstellen.
De linkerkant van het monument laat een groep Arabieren zien die een slaaf tegen de grond gooien, maar onderworpen worden door een Belgische soldaat. De inscriptie luidt: « L'héroïsme militaire belge anéantit l'Arabe esclavagiste / De Belgische militaire heldenmoed verdelgt den arabische slavendrijver «. Het beeld is een voorstelling van de strijdtochten van baron Francis Dhanis tegen de Arabische slavenhandelaars. 
Rechts op het monument is een Belgische soldaat te zien, die zijn officier beschermt, waarbij geschreven staat: « Le soldat belge se dévoue pour son chef blessé à mort / De belgische soldaat offert zijn leven voor zijnen ter dode gekwetsten overste ». Dit beeld herinnert aan de heroïsche dood van sergeant Henri De Bruyne. 
Centraal onderaan boven het verhoog met de trappen wordt de Congorivier allegorisch uitgebeeld door een kwijnende Congolees en een krokodil.

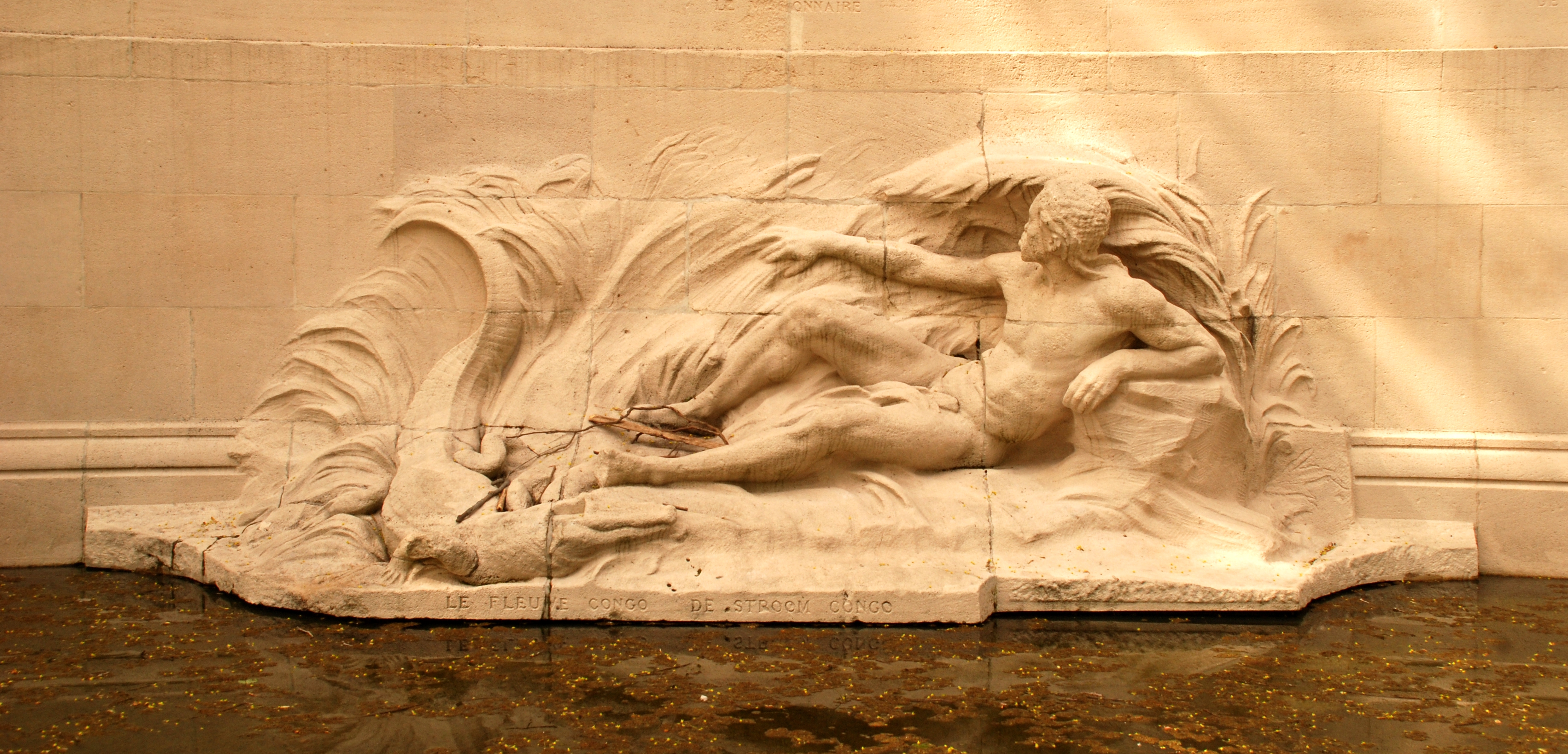
Allegorische voorstelling van de rivier de Congo

## Controverse

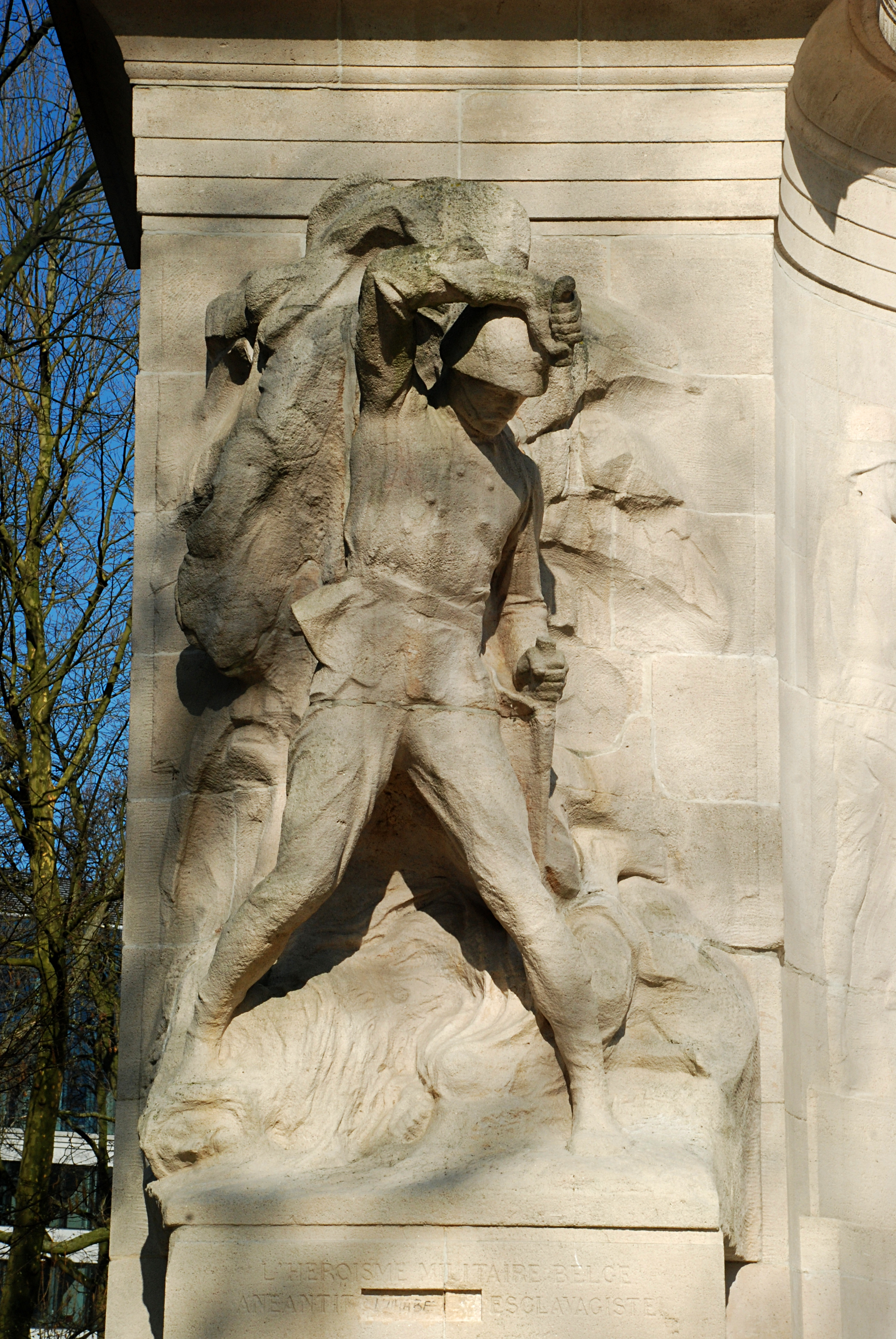
De Belgische soldaat en de Arabische slavendrijver